# César Navarro
 Félix César Navarro Miranda  (Potosí, Bolivia; 8 de julio de 1967) es un político, ex viceministro, diputado boliviano. Fue el Ministro de Minería y Metalurgia de Bolivia desde el 8 de abril de 2014 hasta el 10 de noviembre de 2019, durante el  segundo y tercer gobierno del presidente Evo Morales Ayma.
En 2005, César navarro fue elegido diputado uninominal por la Circunscripción 37 (ciudad de Potosí), con el 47 % de la votación (13.934 votos). En 2010, fue también candidato a la alcaldía del Municipio de Potosí, pero sin éxito, al quedar en segundo lugar con el 33 % (29.303 votos), frente a su principal opositor René Joaquino.

## Biografía
César Navarro nació el 8 de julio de 1967 en la ciudad de Potosí. Empezó sus estudios escolares en 1974, saliendo bachiller el año 1985. Durante su etapa estudiantil, Navarro se destacó por ser dirigente de la federación de estudiantes de su colegio. 
Continúo con sus estudios superiores entrando en 1986 a la facultad de derecho de la Universidad Autónoma Tomás Frías, pero no llegó a concluir dicha carrera. Pero durante su vida universitaria, Navarro se desempeñó también en el cargo de dirigente de la facultad del bloque de estudiantes.
Fue también secretario de educación popular y vicepresidente de la asamblea permanente de derechos humanos de Potosí

## Carrera política

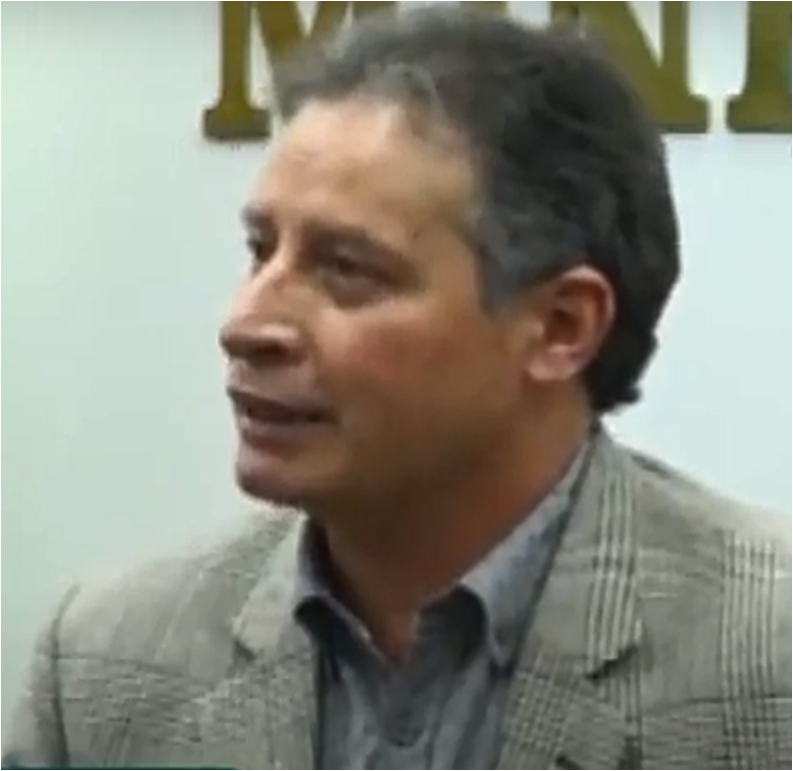
Ministro César Navarro en conferencia de prensa en la ciudad de La Paz en junio de 2018.

La vida política de Navarro empieza a temprana edad, en 1982 cuando él tenía 15 años se adhiere al partido comunista, donde desarrolló sus primeras actividades proselitistas en la apertura democrática. Permaneció en este partido hasta su salida en 1992 cuando contaba con 25 años. En la década de 1990, Navarro ocupó el cargo de secretario de organización del Comité Cívico Potosinista (COMCIPO). 
En 1999 fue elegido concejal de la ciudad de Potosí por el partido socialista (PS) encabezado por René Joaquino. En 2002, a sus 35 años, se incorpora al Movimiento al Socialismo (MAS) llegando a ocupar la presidencia departamental del partido político en su departamento. 

### Diputado de Bolivia (2006-2010)
En 2005 fue candidato para diputado Uninominal para la circunscripción 37 en las elecciones generales de Bolivia de 2005, candidatura en la cual salió ganador con el MAS, posesionándose en enero de 2006 como diputado uninominal por dicha circunscripción representando al departamento de Potosí en la Asamblea Legislativa Plurinacional de Bolivia. Como diputado fue jefe de la bancada del MAS-IPSP en la cámara de diputados. Su hermano René Navarro encabezó la lista departamental del MAS en Potosí para la Asamblea Constituyente en 2006, obteniendo el escaño de constituyente.

### Candidato en Elecciones municipales de 2010
En enero de 2010 dejó su cargo de diputado para candidatear en las elecciones a la alcaldía de Potosí en abril de 2010 pero perdió las elecciones contra su principal opositor René Joaquino que fue reelegido nuevamente.

### Viceministro de coordinación (2010-2013)
El 7 de junio de 2010, César Navarro fue posesionado por el ministro Oscar Coca, como el nuevo viceministro de Coordinación con Movimientos Sociales y Sociedad Civil el cual dicho vice ministerio es dependiente del Ministerio de la Presidencia de Bolivia.
El 23 de abril de 2013, César Navarro deja de ser viceministro porque el presidente Evo Morales lo pone a desempeñar funciones de delegado (representante presidencial) para la Agenda Patriótica del Bicentenario de Bolivia de 2025 creada por el mismo presidente Evo Morales.

### Ministro de Minería de Bolivia (2014-2019)

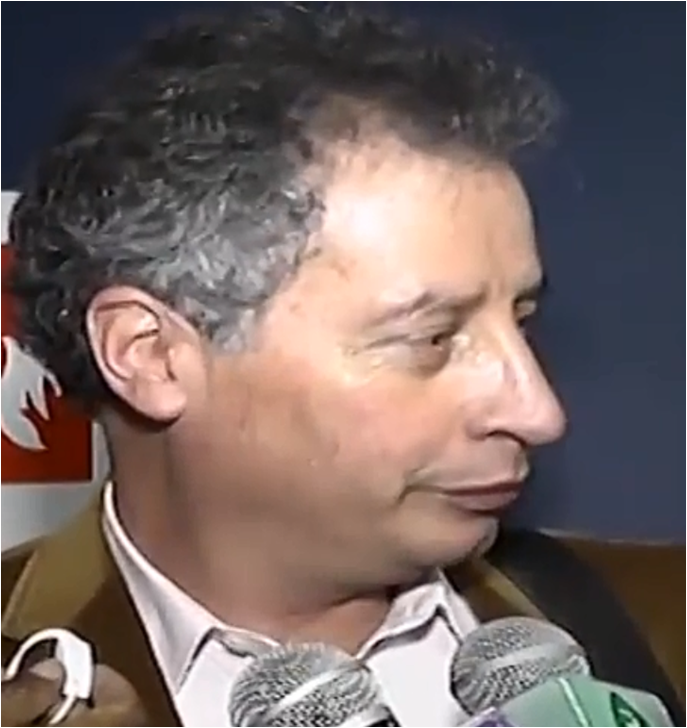
Ministro César Navarro en una entrevista periodística en la ciudad de La Paz en julio de 2018.

A raíz de los problemas sociales ocasionados por los cooperativistas mineros sobre la elaboración y arreglo que debiera hacer la  asamblea legislativa plurinacional a algunos artículos de la "Ley Minera", problema en el cual derivó en la muerte dos cooperativistas y el descubrimiento de varios contratos inconstitucionales entre cooperativas mineras con empresas privadas y que dichos contratos estarían con la supuesta aprobación del ministerio de Minería, es entonces que el 8 de abril de 2014, el presidente boliviano Evo Morales Ayma posesiona a César Navarro como el nuevo ministro de Minería y Metalurgia de Bolivia, destituyendo a Mario Virreira que hasta ese entonces de desempeñaba como ministro de dicho ministerio.
Al ser posesionado como ministro a sus 47 años, Navarro recibió la orden del presidente Evo Morales de los 4 objetivos principales que primeramente debiera cumplir y los cuales eran: 
- Realizar auditorías a contratos de cooperativas con privados.
- Preparar profesionales en minería.
- Modernizar la minería estatal.
- Impulsar la industrialización en el sector minero de Bolivia.

El 10 de noviembre de 2019 renunció a su cargo de ministro a raíz de los conflictos sociales en el país.
| Predecesor: Mario Virreira Iporre | Ministro de Minería y Metalurgia de Bolivia 8 de abril de 2014 - 10 de noviembre de 2019 | Sucesor: Carlos Huallpa Sunaga |

## Publicaciones
César Navarro hizo varias publicaciones literarias con ayuda de varias instituciones además de desempeñarse como columnista del diario "El Potosí"
- Bolivia: estado de sitio en Democracia , editado por la Asamblea Permanente de los Derechos Humanos de Potosí.
- Luís García Meza; una pesadilla en nuestra historia, editado por la Universidad Nacional de Siglo XX, Asamblea Permanente de los Derechos Humanos de Potosí y Central Obrera Departamental de Potosí.
- Crímenes de la Democracia Neoliberal. Movimientos Sociales, desde la masacre de Villa Tunari a El Alto, editado por el Fondo Editorial de los Diputados.